# Silvana Campos
Silvana Campos (Ribeirão Preto, 11 de maio de 1966) é uma ex-tenista profissional brasileira.

## Biografia e carreira
Campos é natural de Ribeirão Preto. Ela representou o Brasil nos Jogos Olímpicos de Verão de 1984, realizados em Los Angeles, nos Estados Unidos. Naquela edição, o tênis era apenas um esporte de demonstração. Foi eliminada na primeira rodada após ser derrotada pela francesa Pascale Paradis.
Em 2016, ela participou do revezamento da tocha dos Jogos Olímpicos do Rio de Janeiro.

## Vida pessoal
Campos foi a segunda das quatro esposas do jogador de futebol brasileiro Sócrates, com quem se casou em 1990. Eles tiveram um filho juntos, Sócrates Júnior.